# SS-Ausbildungs- und Arbeitslager Trawniki
Das von der nationalsozialistischen Organisation Schutzstaffel (SS) betriebene SS-Ausbildungs- und Arbeitslager Trawniki wurde zwischen Juni und September 1941 etwa 40 km südöstlich von Lublin auf dem Gelände einer alten Zuckerfabrik mit Bahnanschluss eingerichtet, auf dem bereits ein provisorisches Lager für sowjetische Kriegsgefangene existierte. Die hier ausgebildeten KZ-Wachmannschaften werden als Trawniki-Männer bezeichnet. Ab Herbst 1943 wurde das Zwangsarbeitslager Trawniki als Außenlager dem KZ Majdanek unterstellt.

## Einrichtung des Lagers
Das zunächst provisorische Kriegsgefangenenlager wurde mit der Ernennung des SS-Brigadeführers Odilo Globocnik am 17. Juli 1941 zum Beauftragten des Reichsführer SS und dem Chef der Deutschen Polizei zu einem Zwangsarbeits- und SS-Ausbildungslager, in dem SS- und Hilfskräfte vor allem für die Durchführung des Völkermords an den Juden ausgebildet wurden. Globocnik war im „neuen Ostraum“, den eroberten Gebieten der Sowjetunion, für die Errichtung von SS- und Polizeistützpunkten verantwortlich, von wo aus die Ermordung der dort siedelnden Minderheiten und die deutsche Neu-Besiedlung gesteuert werden sollte.
Am 9. Juli 1941, kurz vor der Einrichtung des Ausbildungs- und Arbeitslagers, waren in dem Lager 676 Gefangene inhaftiert, die von der Sicherheitspolizei oder dem SD als potentielle Kollaborateure oder „gefährliche Personen“ eingestuft wurden.

## SS-Ausbildungslager

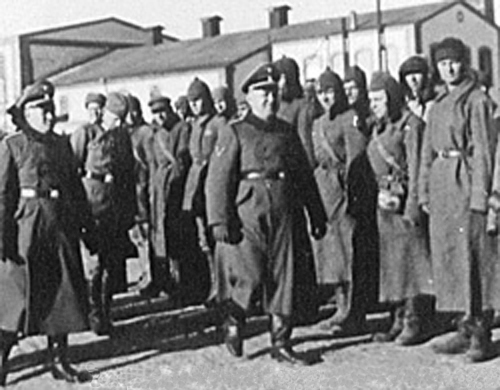
Lagerleiter Karl Streibel im Lager Trawniki (vor 1945)

Im „Ausbildungslager Trawniki der SS“ wurden, wie es im SS-Jargon hieß, „fremdvölkische“ Einheiten für den SS- und Polizeiführer von Lublin, Odilo Globocnik, aufgestellt und ausgebildet. Die Einheiten sollten in erster Linie im Rahmen der Aktion Reinhardt zur Ermordung der Juden im Generalgouvernement (deutsch besetztes Polen und Ukraine) eingesetzt werden.

### Lagerleitung
Zum 27. Oktober 1941 wurde SS-Hauptsturmführer Karl Streibel Kommandant des SS-Ausbildungslager Trawniki, das dem SS-Polizeiführer Odilo Globocnik und ab Ende 1944 dessen Nachfolger SS-Gruppenführer und Generalleutnant der Polizei Jakob Sporrenberg unterstand. Es wurde durch SS-Sturmbannführer Hermann Höfle beaufsichtigt. Streibels Stellvertreter waren SS-Sturmbannführer Erich Raake und SS-Obersturmführer Willi Franz, der von November/Dezember 1941 bis Ende Juli 1944 im Lager beschäftigt war.

### Herkunft und Anzahl der Rekruten
Für das Reichsgebiet wurden die KZ-Wachmannschaften in den SS-Übungslagern Dachau, Buchenwald, Sachsenhausen oder in Ravensbrück bzw. den angeschlossenen Lagern durch SS-Totenkopfverbände ausgebildet.
In den besetzten Gebieten wurde für nicht-deutsches bzw. „volksdeutsches“ Personal das SS-Ausbildungslager Trawniki eingerichtet.
Die ersten Rekruten waren „Volksdeutsche“, die als sowjetische Soldaten der Roten Armee in Kriegsgefangenschaft gelangt waren, sie erreichten das Lager im frühen September 1941. Obwohl sie von den deutschen Bewachern und den (jüdischen) Opfern häufig als Ukrainer bezeichnet und auch vorwiegend unter Ukrainern rekrutiert wurden, bestanden die Ausbildungseinheiten auch aus Letten, Esten, Litauern und Polen, die vor allem aus den Stammlagern im Distrikt Lublin stammten.
Zumindest ab November 1941 wurden Angehörige dieser Nationalitäten nicht mehr aus der deutschen Kriegsgefangenschaft entlassen und auch nicht nach den Regeln des Kriegsvölkerrechts und der Genfer Konventionen behandelt. Die Sterblichkeitsrate in den Lagern stieg enorm. Es ist daher umstritten, wieweit man bei der Kollaboration noch eine echte „Freiwilligkeit“ bei der Anwerbung und im Dienst unterstellen kann, weil diese Personen dem Tod durch die furchtbaren Zustände in den Kriegsgefangenenlagern mit den zu erwartenden Vergünstigungen entgehen wollten.
Ab Herbst 1942, als sich das deutsche Militär auf dem Rückzug befand und geeignete sowjetische Kriegsgefangene nicht mehr verfügbar waren, verpflichtete Streibel auch Zivilisten zum Dienst. Diese Zivilisten waren vorwiegend junge Ukrainer, die aus Galizien, Wolhynien, Podolien und aus dem Distrikt Lublin stammten.
Insgesamt wird die Zahl der Ausgebildeten auf 4.000 bis 5.000 geschätzt. Globocnik berichtete nach seiner Ablösung und seinem Weggang aus Lublin im September 1943, dass 3.700 Wachmänner im System der Trawnikis dienten. Tatsächlich waren zu diesem Zeitpunkt mehr als 4.750 Mitgliedsnummern vergeben worden. Zwischen 1941 und 1944 wurden etwa 5.082 Rekruten ausgebildet.

### Ausbildung
Es wurden zwei Ausbildungs-Bataillone und ein Unterführer-Lehrgang gebildet. Die Ausbildung dauerte etwa zwei bis drei Monate im militärischen Teil. „Reichsdeutsche“ Rekruten, darunter Angehörige der Waffen-SS, der Schutzpolizei und deutsche Zivilisten aus der T4-Aktion, durchliefen für ihren Einsatz in der Aktion Reinhardt eine verkürzte Ausbildung von etwa einem Monat.
Liste einer Wachmannschaft von Treblinka I

Link zum Bild

(Bitte Urheberrechte beachten)
Die nichtdeutschen Absolventen der Ausbildung wurden „Trawniki-Männer“ (kurz: „Trawniki“), „Wachmänner“, „Askaris“ oder Hilfswillige (Hiwis) genannt. Sie waren zwischen 19 und 35 Jahre alt, einer strengen Disziplin unterworfen und bildeten die ‚Zwischenschicht‘ zwischen SS und den ‚Arbeitsjuden‘. Ihnen drohte bei Vergehen die Prügelstrafe oder Arrest, teilweise auch die willkürliche Erschießung durch Vorgesetzte der SS. Anderes SS-Personal betrachtete die Trawniki wegen ihrer „freiwilligen Meldung zum Dienst“ als „Kameraden“. Bei dem Häftlingsaufstand im Lager Sobibór flüchteten einige Trawniki, andere wiederum schossen auf die Häftlinge und Deserteure.
Ein Befehl des zuständigen SSPF Lublin, des inzwischen zum SS-Gruppenführer aufgestiegenen Odilo Globocnik, vom 10. Mai 1943 bestimmte rückwirkend zum 1. Mai 1943 die Dienstgrade verbindlich. Gleichzeitig sollten Wehrsold und Verpflegung jenen der Waffen-SS angepasst werden. Sonstige Vergütungen, wie Friedens- oder Kriegsbesoldung, gab es nicht, ebenso wenig eine gesonderte Versorgung für die Familienangehörigen der Wachmänner:

### Uniformen, Dienstgrade und Ausrüstung

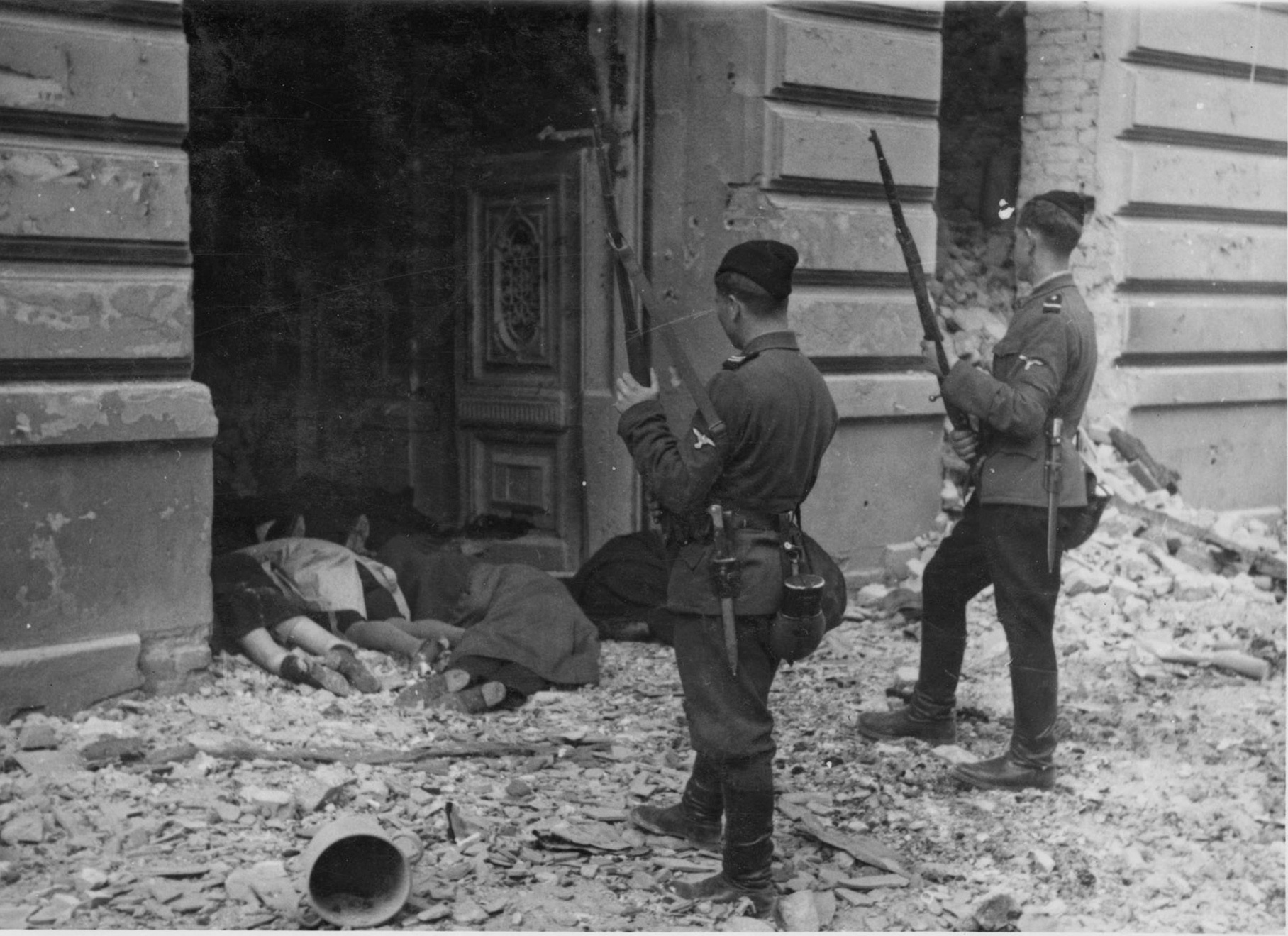
Zwei „Askari“ (hier anscheinend Trawniki-Männer), im April/Mai 1943, als Hilfstruppen bei der Vernichtung des Warschauer Ghettos, Abbildung im „Stroop-Bericht“

Die Bekleidung der Trawniki-Einheiten bestand zunächst aus schmucklosen, schwarz eingefärbten Beuteuniformen der russischen oder polnischen Armee. Später erhielten sie graue oder erdbraune Uniformen. Die Ausstattung mit feldgrauen deutschen Uniformen sah Globocniks Befehl zwar vor, nannte dafür aber keinen bestimmten Zeitpunkt. Ein Foto des Stroop-Berichts, das die Hinteransicht zweier sog. Askaris während des Warschauer Ghettoaufstandes im Einsatz zeigt, bildet höchstwahrscheinlich zwei Trawniki-Wachmänner ab. Demnach hätten diese spätestens im April/Mai 1943 den Hoheitsadler nach Art der Waffen-SS auf dem linken Oberärmel getragen. Ein weiteres Foto, das während eines Besuchs Heinrich Himmlers im Trawniki-Ausbildungslager, am 19. Juli 1942, entstand, belegt, dass der Hoheitsadler zu diesem Zeitpunkt noch nicht Element der Uniform gewesen war. Als Kopfbedeckung üblich war eine Mütze in Bootsform („Schiffchen“), vorne mit einer Kokarde unbekannten Aussehens. Zur Winteruniform wurden alternativ auch Baschlikmützen getragen. In der Anfangszeit war als Kopfbedeckung sogar noch die Budjonowka zu sehen. Das Koppel meist mit Dornschnalle, in Einzelfällen auch mit Schloss in Kastenform.
Zahlreiche Fotos belegen, dass die Dienstgradabzeichen zumindest anfangs weitgehend dem Muster der sog. Ostlegionen der Wehrmacht folgten, und nicht bspw. jenem der SS oder der Schutzmannschaften der Ordnungspolizei bzw. des SS-Sicherheitsdienstes. Die anfangs insgesamt vier Rangstufen Mannschafts- und Unterführer trugen bis zu drei weiße oder hellgraue Querstreifen auf den Schulterklappen, meist in deren unteren, seltener auch im oberen Drittel. Unterführer kennzeichnete zusätzlich je ein Tressenwinkel in den Vorderecken des pattenlosen Kragens. In welcher Form die Einführung zweier weiterer Dienstgrade, im Jahr 1944, auf die Gestaltung der Rangabzeichen hatte, kann nur gemutmaßt werden. Ebenso, ob die Anfang 1944 für die Ostlegionen der Wehrmacht verfügte Übernahme deutscher Rangabzeichen auch durch die Trawniki-Wachmänner erfolgte, zumal diese der SS unterstanden.
In die Unterführergrade stiegen meist nur (zweisprachige) Volksdeutsche auf. Die Führerdienstgrade (Offiziere) blieben dem reichsdeutschen Kaderpersonal vorbehalten. Die Dienstgrade der Wachmänner wurden fallweise mit oder ohne den Zusatz „SS“ geführt.
| Mannschaften         |                                           | | |
| Dienstgrad           | entsprechender Rang in SS und Heer        | Rangabzeichen (1942)                                                                               | Anmerkungen |
| (SS-)Wachmann        | SS-Schütze/Schütze                        | keine Rangabzeichen                                                                                | Offiziell festgelegt wurden die Dienstgradbezeichnungen erstmals per Rundschreiben SSPF Lublin / Ausbildungslager Trawniki (gez. Streibel) an alle Außenkommandos des Ausbildungslagers Trawniki, 19. Oktober 1942, Akte CA 156/KdG Lublin. |
| (SS-)Oberwachmann    | SS-Oberschütze/Oberschütze oder Gefreiter | Schulterklappen mit 1 Querstreifen                                                                 | |
| (SS-)Rottenwachmann  | SS-Rottenführer/Obergefreiter             | unbekannt                                                                                          | Dienstgrad 1944 eingeführt |
| Unterführer          |                                           | | |
| (SS-)Gruppenwachmann | SS-Unterscharführer/Unteroffizier         | Schulterklappen mit 2 Querstreifen, die vorderen Kragenenden mit je einem Tressenwinkel eingefasst | |
| (SS-)Zugwachmann     | SS-Oberscharführer/Feldwebel              | Schulterklappen mit 3 Querstreifen, Kragenenden wie Gruppenwachmann                                | |
| (SS-)Oberzugwachmann | SS-Hauptscharführer/Oberfeldwebel         | unbekannt                                                                                          | Dienstgrad 1944 eingeführt |

### Einsatzgebiete und -orte
Nach dem Rückzug aus der Sowjetunion beschränkten sich die Einsatzgebiete der Trawniki-Männer auf das Gebiet des Generalgouvernements und hier auf die Bewachung und Partisanenbekämpfung. So wurden Trawniki-Männer zur Bewachung von militärischen und zivilen Objekten, bei Zwangsarbeitslagern und im Arbeitslager Trawniki eingesetzt. Ab 1943 bewachten Trawniki-Männer auch das KZ Auschwitz und das KZ Stutthof.
Ein Teil der Trawniki-Männer war im Rahmen der Aktion Reinhardt bei der Ermordung von Juden beteiligt. Mehrere Züge des Personals von Trawniki wurden in den Vernichtungslagern von Belzec, Sobibor und Treblinka eingesetzt. Innerhalb der Lager betrieben sie die Gaskammern und wurden bei der Leichenverbrennung eingesetzt. Auch die Arbeitskommandos außerhalb der Lager wurden von Trawniki-Männern bewacht. Einerseits kann kein Zweifel bestehen, dass die Trawniki-Männer ihre mörderischen Aufgaben in den Vernichtungslagern erfüllten. Andererseits häuften sich Fluchtversuche im Herbst 1942 und im April 1943, weil sie fürchteten, als unliebsame Zeugen schließlich selbst ermordet zu werden.
Zahlreiche Trawniki-Männer nahmen an den „Umsiedlungen“ oder „Aktionen“, wie die Ghettoräumungen und Massenerschießungen genannt wurden, teil. Hier ist vor allem die Aktion Reinhardt zu nennen, wo über 2 Millionen Juden mit Kohlenmonoxid-Gas ermordet und anschließend verbrannt wurden. Beim Ghettoaufstand im April/Mai 1943 in Warschau wurden zur militärischen Niederschlagung auch Trawniki-Männer eingesetzt.
Ab Herbst 1943 verlagerte sich der Schwerpunkt des Einsatzes auf die Partisanenbekämpfung im Distrikt Lublin. Ab Sommer 1944 mussten sich auch die Einsatzkommandos mit den deutschen Truppen nach Westen zurückziehen, so dass sie z. B. bei der Leichenverbrennung nach dem Luftangriff auf Dresden im Februar 1945 eingesetzt wurden.

## Zwangsarbeitslager
Parallel zur Einrichtung des SS-Ausbildungslagers wurde in Trawniki ein Zwangsarbeitslager als späteres Außenlager des KZ Majdanek aufgebaut. Die Zuckerfabrik diente bis zu diesem Zeitpunkt als „M-Lager“ (Materiallager für die Sortierung der Hinterlassenschaft ermordeter Juden zum Zwecke der Werterfassung). Hier wurden vorwiegend sowjetische Kriegsgefangene und polnische Juden inhaftiert. Die Befehlsgewalt sowohl über das Ausbildungs- wie das Zwangsarbeitslager hatte ab dem 27. Oktober 1941 SS-Sturmbannführer Karl Streibel. Die eigentliche Führung des Zwangsarbeitslagers wurde dem SS-Hauptscharführer Franz Bartetzko überlassen.
Die Wachmannschaften des Arbeitslagers wurden aus dem SS-Ausbildungslager rekrutiert. Vom 16. Februar 1942 bis zum 2. Mai 1943 wurde die Belegschaft der Firma Schultz & Co. GmbH aus dem Ghetto der Stadt Międzyrzec Podlaski sowie aus dem Warschauer Ghetto nach Trawniki transportiert. Unter den rund 6000 Deportierten aus Warschau befanden sich Emanuel Ringelblum (1900–1944) und 33 Mitglieder der Żydowska Organizacja Bojowa. Diese bauten eine Untergrundorganisation auf, beschafften sich Waffen und bereiteten einen Aufstand vor.

### Ausbau der Lagerteile

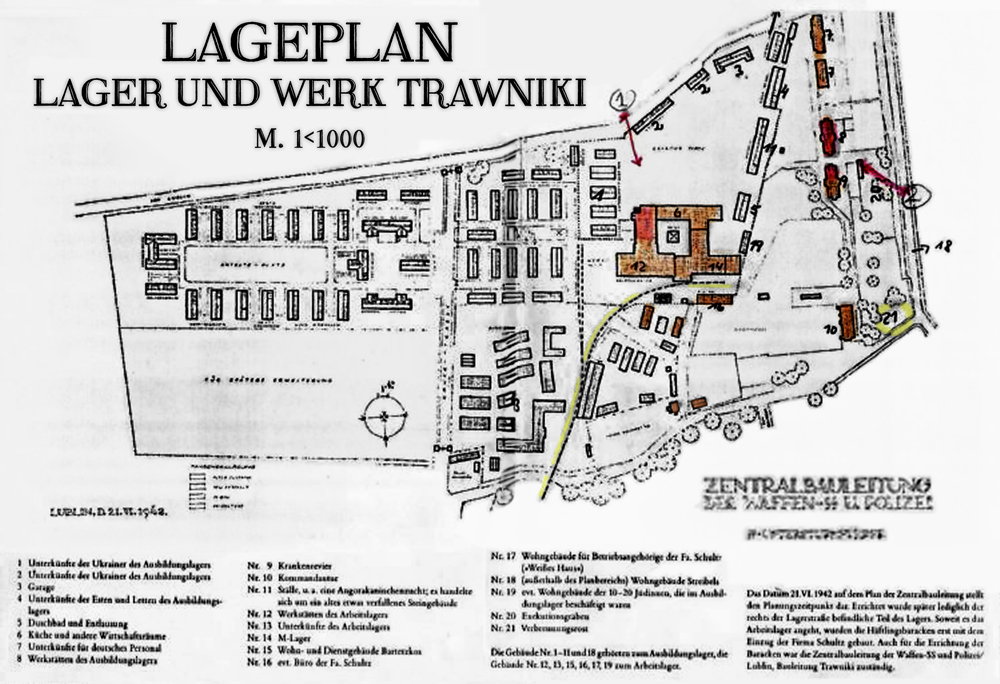
Lageplan Lager und Werk Trawniki von 1942

Ab Mai 1943 wurden Juden aus Białystok und Minsk nach Trawniki transportiert. Wegen der Bedeutung der dort für die Wehrmacht produzierten Güter wie Uniformen u. a., schlug die zur SS gehörige Ostindustrie GmbH (Osti) vor, das Lager zu erweitern. Nach einer Zeichnung der Zentralbauleitung der Waffen-SS und Polizei in Lublin vom 21. Juni 1942 war folgende Planung der Lager beabsichtigt:
- Gebäude Nr. 1 bis 11 und 18 waren für das Ausbildungslager vorgesehen
- Gebäude Nr. 12, 13, 15, 16, 17 und 19 gehörten zum Arbeitslager oder waren dafür vorgesehen

Das Ausbildungslager sollte folgende Struktur erhalten:
- Nr. 1: Unterkünfte der Ukrainer
- Nr. 2: Unterkünfte der Ukrainer
- Nr. 3: Garage
- Nr. 4: Unterkünfte der Esten und Letten
- Nr. 5: Duschbad und Entlausung
- Nr. 6: Küche und andere Wirtschaftsräume
- Nr. 7: Unterkünfte für deutsches Personal
- Nr. 8: Werkstätten des Ausbildungslagers
- Nr. 9: Krankenrevier
- Nr. 10: Kommandantur
- Nr. 11: Ställe in herabgekommenen Steingebäuden (Nutzung u. a. für Angorakaninchenzucht)
- Nr. 18: das Wohngebäude von Karl Streibel außerhalb des Planungsbereichs

Das Arbeitslager sollte folgende Struktur erhalten:
- Nr. 12: Werkstätten
- Nr. 13: Unterkünfte
- Nr. 14: M-Lager
- Nr. 15: Wohn- und Dienstgebäude von Franz Bartetzko
- Nr. 16: vorgesehen als Büro der Fa. Schultz
- Nr. 17: Wohngebäude der Betriebsangehörigen der Fa. Schultz
- Nr. 19: vorgesehen für 10 bis 20 Jüdinnen, die im Ausbildungslager beschäftigt waren
- Nr. 20: Exekutionsgräben
- Nr. 21: Verbrennungsrost

### „Auflösung“ des Zwangsarbeitslagers
Einige hundert der jüdischen Häftlinge wurden zum Torfabbau in Dorohucza im SS-Arbeitslager Dorohucza eingesetzt. Auch zu Erdarbeiten außerhalb des Lagers gab es Arbeitseinsätze. Der größte Teil, etwa 6000 Personen, stellte Bekleidung für die Wehrmacht im Betrieb der Firma Schultz & Co her, die einen Teil ihrer Werkstätten aus Warschau ins Lager verlegt hatte. Im Oktober 1943 sollten die Fabriken der Ostindustrie GmbH übergeben werden. Am 22. Oktober 1943 ordnete SS-Obergruppenführer Oswald Pohl an, dass die Gruppe D des SS-Wirtschafts- und Verwaltungshauptamts (WVHA) das Lager Trawniki übernehmen sollte.
Kurz darauf jedoch befahl Heinrich Himmler – möglicherweise aus Furcht vor Aufständen wie dem Aufstand von Sobibór vom 14. Oktober 1943 – die Auflösung aller Lager im Distrikt Lublin und mit der Aktion Erntefest die Ermordung der jüdischen Zwangsarbeiter.
Nach dem Protokoll der Aussage von Franz Skubinn wurde das Arbeitslager am 3. November 1943 früh morgens von einer herantransportierten SS- und SD-Einheit umstellt. Nach einer Untersuchung wurden die Inhaftierten in das Ausbildungslager getrieben, wo sie sich ausziehen mussten. Dann wurden sie zu den Exekutionsgräben geführt und dort erschossen. Da die Gräben nicht alle Opfer fassen konnten, fanden auch in einer ehemaligen Kiesgrube Erschießungen statt. Insgesamt wurden etwa 6000 Juden an diesem Tag erschossen. Nach 14 Tagen wurde begonnen, die Leichen zu verbrennen; dies dauerte etwa drei Wochen. Die Verbrennung wurde von Ukrainern des SS-Ausbildungslagers überwacht. Das jüdische Verbrennungskommando wurde anschließend ebenfalls erschossen.

## Strafrechtliche Ahndung
Bis zu Tausend der nach dem Krieg in die Sowjetunion zurückgeführten Trawniki-Männer wurden von Straf- und Militärgerichten angeklagt und fast alle als Kollaborateure verurteilt, etliche hingerichtet. In Warschau fand im Jahre 1954 ein Verfahren gegen Trawniki-Männer statt. In der Bundesrepublik Deutschland standen ein Volksdeutscher und ein Teil des deutschen Führungspersonals von Trawniki vor Gericht. Gegen Karl Streibel wurde vom 5. Dezember 1972 bis zum 3. Juni 1976 verhandelt. Er wurde mangels ausreichender Beweise freigesprochen. Dieses Urteil war sehr umstritten und Ende 1976 noch immer nicht rechtskräftig.
Zuletzt wurden in den achtziger Jahren Ermittlungen gegen Trawniki-Männer in Kanada und den Vereinigten Staaten geführt. Als in den USA publik wurde, dass nach dem Zweiten Weltkrieg auch etlichen ehemaligen Hilfswilligen der SS die US-amerikanische Staatsbürgerschaft verliehen worden war, wurde eine Sonderermittlungsbehörde, das Office of Special Investigations, gegründet. Die Trawniki konnten in den USA nicht belangt werden, weil die Verbrechen nicht auf US-amerikanischem Boden geschehen waren. Ziel war es deshalb, ihnen die Staatsbürgerschaft wieder abzuerkennen und sie abzuschieben.

## Personen im Zusammenhang mit dem Lager
- Feodor Fedorenko (im Lager Trawniki als SS-Hilfswilliger ausgebildet) wurde 1984 als Verdächtiger an die Sowjetunion ausgeliefert, dort 1987 verurteilt und hingerichtet.
- John Demjanjuk (im Lager Trawniki als SS-Hilfswilliger ausgebildet) wurde 1986 an Israel ausgeliefert, dort in erster Instanz 1988 zum Tode verurteilt, aber in der Berufungsverhandlung 1993 freigesprochen.[35] Er kehrte in die USA zurück und wurde im Mai 2009 nach Deutschland abgeschoben, wo gegen ihn ein Strafverfahren wegen Beihilfe zum Mord angestrengt wurde. Im Mai 2011 wurde er vom Landgericht München II wegen Beteiligung am Massenmord an 28.060 Juden im Vernichtungslager Sobibor nicht rechtskräftig zu fünf Jahren Haft verurteilt und starb vor Beginn der Revisionsverhandlung im März 2012.[36]
- Josias Kumpf (als Angehöriger der Waffen-SS als Wachmann im Zwangsarbeitslager Trawniki eingesetzt) war ein spektakulärer Fall, der ein halbes Jahr nach seiner Abschiebung in Wien staaten- und mittellos starb.
- Jakiw Palij (im Lager Trawniki als SS-Hilfswilliger ausgebildet) erklärte 1949 bei seiner Einreise in die USA gegenüber den Behörden, Bauer und Fabrikarbeiter zu sein. 2003 wurde ihm gerichtlich die US-amerikanische Staatsbürgerschaft aberkannt, 2004 die Ausweisung angeordnet, allerdings wollte ihn kein anderes Land aufnehmen. Nach diplomatischen Verhandlungen erklärte sich letztlich Deutschland zur Aufnahme bereit. Aus Mangel an Beweisen wurde ein Verfahren gegen ihn in der Bundesrepublik eingestellt.[37] Er wurde als Staatenloser im August 2018 von den USA nach Deutschland abgeschoben und starb im Dezember 2018.[38]
- Jack Reimer (im Lager Trawniki als SS-Hilfswilliger ausgebildet) wurde in den USA enttarnt.